# Gaston Delaplane
Marcel Carlos Paul Gaston Delaplane (* 6. März 1882 in Le Havre; † 12. Dezember 1977 in Nizza) war ein französischer Ruderer und Bahnradsportler.
Gaston Delaplane nahm bei den Olympischen Zwischenspielen 1906 an vier Ruderwettbewerben teil, die alle in der Meeresbucht von Zea bei Phaleron ausgetragen wurden. Am Dienstag, dem 24. April, siegte er im Einer über 1000 Meter vor seinem Landsmann Joseph Larran; im Vierer mit Steuermann über 2000 Meter belegte er zusammen mit Charles Delaporte, Léon Delignières, Paul Échard und Steuermann Marcel Frébourg den zweiten Platz hinter dem italienischen Boot. Am Samstag, dem 28. April, starteten Delaplane, Delaporte und Frébourg im Zweier mit Steuermann über eine englische Meile und belegten den fünften Platz; in der gleichen Bootsklasse wurde auch ein Rennen über 1000 Meter ausgetragen, hier erreichten die drei Franzosen den dritten Platz.
Bei den Ruder-Europameisterschaften gewann Delaplane zwischen 1905 und 1911 sieben Medaillen im Einer, davon viermal den Europameistertitel. In weiteren Bootsklassen gewann er sechs EM-Medaillen, darunter zwei Meistertitel.
Außerdem nahm Delaplane in Athen noch an zwei Radsportwettbewerben teil, im Sprint und im 5000-Meter-Bahnfahren schied er jeweils im Vorlauf aus. Bei den Olympischen Spielen 1908 trat Delaplane noch einmal im Sprint und im 5000-Meter-Rennen an, schied aber frühzeitig aus.